# Karen Jarrett
Karen Jarrett (née Smedley) (nascida em 12 de Outubro de 1972) é uma valet e personalidade de wrestling profissional estadunidense, que trabalhou para a Total Nonstop Action Wrestling. Na vida real, ela foi casada com o medalhista de ouro nos Jogos Olímpicos e wrestler profissional Kurt Angle, e atualmente está em união com o fundador da TNA Jeff Jarrett.